# Schalksmühle
Schalksmühle är en kommun och ort i Märkischer Kreis i Regierungsbezirk Arnsberg i förbundslandet Nordrhein-Westfalen i Tyskland.